# Haemaphysalis celebensis
Haemaphysalis celebensis är en fästingart som beskrevs av Hoogstraal, Trapido och Glen M. Kohls 1965. Haemaphysalis celebensis ingår i släktet Haemaphysalis och familjen hårda fästingar. Inga underarter finns listade i Catalogue of Life.